# ماكسيم كيزيليوف
ماكسيم كيزيليوف (بالروسية: Максончик)‏ هو لاعب كرة قدم روسي في مركز حراسة المرمى، ولد في 30 يناير 1995 في ساراتوف في روسيا. لعب مع سوكول ساراتوف ‏.